# فيودور إيفانوفيتش تيوتشيف

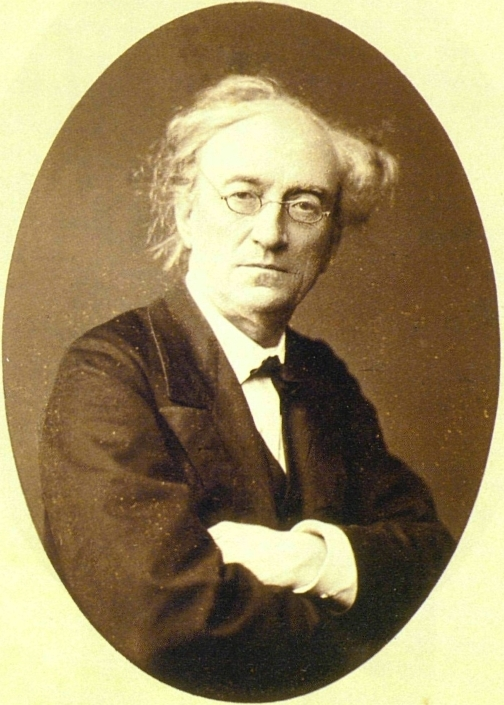
تيوتشيف

فيودور إيفانوفيتش تيوتشيف شاعر ودبلوماسي روسي عاش ما بين 12 مايو 1803 – 27 يوليو 1873 م).

## نبذة
فضلا عن روسيا سكن في ميونخ وتورينو. خالط الشاعر الألماني المشهور هاينرش هاينه والفيلسوف يوزف شيلن . ما كان يشارك في الحياة الأدبية ولا يسمي نفسه أديبا. وقد بقي منه أكثر من 400 من أشعار وسطورها تسرد عادة في روسيا. إن أشعاره الأولى تتبع للتقليد الشعري الروسي للقرن الثامن عشر. وفي الثلاثينيات تأثرت قصائده من الرومانسية الأوروبية (وخاصة الألمانية) وهي شعر الفلسفة والتأمل ومن مواضيعها الأساسية التفكر عن الدنيا وقدر الإنسان والطبيعة. في الأربعينيات يكتب تيوتشيف بعض المقالات السياسية التي تخص قضايا علاقات روسيا مع الحضارة الأوروبية. في الخمسينيات ألف الشاعر بعض قصائد الحب التي يتفهم فيها الحب كمأساة. ويجمعها الباحثون إلى سلسلة القصائد القائلة عن حبيبة تيوتشيف اسمها يلينا دينيسيفا. في العقدين الستينيات والسبعينيات تغلب مؤلفات تيوتشيف الأشعار السياسية وأشهرها القصيدة "Silentium!" وفيها النداء المر للصمت والأسف أن الإنسان لن يفهم الآخر. يذكر الروس عادة سطر من شعر تويتشيف «الفكر المقول كذب» بالإضافة إلى السطرين «لا تفهم روسيا بالعقل» و«لا نستطيع أن نستشف رد كلمتنا» حتى أصبحت أمثالا.

## وصلات خارجية
- فيودور إيفانوفيتش تيوتشيف على موقع الموسوعة البريطانية (الإنجليزية)
- فيودور إيفانوفيتش تيوتشيف على موقع ميوزك برينز (الإنجليزية)
- فيودور إيفانوفيتش تيوتشيف على موقع إن إن دي بي (الإنجليزية)
- فيودور إيفانوفيتش تيوتشيف على موقع أول ميوزيك (الإنجليزية)
- فيودور إيفانوفيتش تيوتشيف على موقع ديسكوغز (الإنجليزية)

- (بالروسية) الموقع الخاص عن تيوتشيف